# Вукошеваць
Вукошеваць (хорв. Vukoševac) — населений пункт у Хорватії, у Сисацько-Мославинській жупанії у складі громади Суня.

## Населення
Населення за даними перепису 2011 року становило 21 осіб.
Динаміка чисельності населення поселення:

## Клімат
Середня річна температура становить 10,90 °C, середня максимальна – 25,44 °C, а середня мінімальна – -6,18 °C. Середня річна кількість опадів – 963 мм.
| Клімат поселення                              | Клімат поселення | Клімат поселення | Клімат поселення | Клімат поселення | Клімат поселення | Клімат поселення | Клімат поселення | Клімат поселення | Клімат поселення | Клімат поселення | Клімат поселення | Клімат поселення | Клімат поселення |
| Показник                                      | Січ.             | Лют.             | Бер.             | Квіт.            | Трав.            | Черв.            | Лип.             | Серп.            | Вер.             | Жовт.            | Лист.            | Груд.            |                  |
| Середній максимум, °C                         | 7,08             | 9,06             | 13,49            | 17,78            | 22,26            | 25,44            | 24,42            | 23,71            | 20,14            | 15,15            | 9,90             | 5,51             |                  |
| Середня температура, °C                       | 0,45             | 2,42             | 6,86             | 11,15            | 15,63            | 18,81            | 20,53            | 19,82            | 16,25            | 11,26            | 6,01             | 1,62             |                  |
| Середній мінімум, °C                          | −6,18            | −4,21            | 0,21             | 4,52             | 8,99             | 12,17            | 16,63            | 15,92            | 12,36            | 7,36             | 2,11             | −2,29            |                  |
| Норма опадів, мм                              | 60               | 58               | 67               | 80               | 84               | 95               | 86               | 88               | 86               | 89               | 95               | 75               |                  |
| Середньомісячна швидкість вітру, м/с          | 1.70             | 1.90             | 2.30             | 2.20             | 2.00             | 1.83             | 1.80             | 1.69             | 1.66             | 1.70             | 1.78             | 1.79             |                  |
| Середньомісячна сонячна радіація, кДж/м²·день | 4289             | 7046             | 10752            | 15225            | 19479            | 21558            | 22706            | 19743            | 14603            | 9080             | 4825             | 3534             |                  |
| --------------------------------------------- | ---------------- | ---------------- | ---------------- | ---------------- | ---------------- | ---------------- | ---------------- | ---------------- | ---------------- | ---------------- | ---------------- | ---------------- | ---------------- |
| Джерело:                                      |                  |                  |                  |                  |                  |                  |                  |                  |                  |                  |                  |                  |                  |